# Lane (Oklahoma)
Lane és una comunitat no incorporada al Comtat d'Atoka, a l'estat d'Oklahoma, als Estats Units. L'oficina de correus es va establir l'11 de febrer de 1888. Lane es localitza 16 quilòmetres (10 milles) al sud-est d'Atoka.